# Kedah Open 2007
Die Kedah Open 2007 im Badminton fanden Anfang September 2007 im Sultan Abdul Halim Shah Complex in Kedah, Malaysia statt.

## Finalergebnisse
| Disziplin    | Sieger                       | Finalist                           | Ergebnis     |
| ------------ | ---------------------------- | ---------------------------------- | ------------ |
| Herreneinzel | Lee Chong Wei                | Muhammad Hafiz Hashim              | 21-10, 21-6  |
| Dameneinzel  | Julia Wong Pei Xian          | Tee Jing Yi                        | 21-18, 21-7  |
| Herrendoppel | Koo Kien Keat Tan Boon Heong | Choong Tan Fook Lee Wan Wah        | 21-16, 22-20 |
| Damendoppel  | Fong Chew Yen Mooi Hing Yau  | Anita Raj Kaur Julia Wong Pei Xian | 21-15, 21-18 |
| Mixed        | Gan Teik Chai Fong Chew Yen  | Lim Khim Wah Ng Hui Lin            | 21-17, 21-14 |